# Acido fosfatidico
Gli acidi fosfatidici rappresentano i più semplici fosfogliceridi, prodotti formalmente dall'esterificazione del glicerolo in posizione 1 e 2 con acidi grassi e in posizione 3 con acido ortofosforico.